# Eerste klasse 1965-66 (voetbal België)
Het seizoen 1965/66 van de Belgische Eerste Klasse ging van start in de zomer van 1965 en eindigde in de lente van 1966. De competitie telde 16 clubs. RSC Anderlechtois werd landskampioen, voor de derde maal op rij. Het was de 12de landstitel voor de club, een nieuw Belgisch record.

## Gepromoveerde teams
Deze teams waren gepromoveerd uit de Tweede Klasse voor de start van het seizoen:
- Racing White (kampioen in Tweede)
- KFC Malinois (tweede in Tweede)

## Degraderende teams
Deze teams degradeerden naar Tweede Klasse op het eind van het seizoen:
- Berchem Sport
- RCS Brugeois

Omwille van een omkoopschandaal werd Cercle Brugge uiteindelijk zelfs naar Derde Klasse verwezen.

## Titelstrijd
RSC Anderlechtois werd kampioen met een ruime voorsprong van 7 punten op Sint-Truidense VV en Standard Club Liégeois.

## Europese strijd
Anderlecht was als landskampioen geplaatst voor de Europacup voor Landskampioenen van het volgend seizoen. Standard Luik plaatste zich als bekerwinnaar voor de Europese Beker voor Bekerwinnaars. ARA La Gantoise, RFC Liégeois en Antwerp FC zouden volgend seizoen deelnemen aan de Beker der Jaarbeurssteden.

## Degradatiestrijd
RCS Brugeois eindigde als allerlaatste op een degradatieplaats. Bovendien was Cercle in opspraak gekomen bij een omkoopaffaire, en diende te degraderen naar Derde Klasse. Berchem Sport eindigde als voorlaatste ook op een degradatieplaats.

## Eindstand
|         |    |                             | P  | W  | G  | V  | +  | -  | DS  | Ptn |
| ------- | -- | --------------------------- | -- | -- | -- | -- | -- | -- | --- | --- |
| K       | 1  | RSC Anderlechtois           | 30 | 21 | 5  | 4  | 88 | 18 | 70  | 47  |
|         | 2  | K. Sint-Truidense VV        | 30 | 18 | 4  | 8  | 43 | 29 | 14  | 40  |
| (beker) | 3  | R. Standard Club Liégeois   | 30 | 16 | 8  | 6  | 47 | 24 | 23  | 40  |
|         | 4  | R. Beerschot AC             | 30 | 15 | 9  | 6  | 45 | 29 | 16  | 39  |
|         | 5  | RFC Brugeois                | 30 | 12 | 11 | 7  | 56 | 39 | 17  | 35  |
|         | 6  | KFC Malinois                | 30 | 13 | 7  | 10 | 35 | 39 | -4  | 33  |
|         | 7  | ARA La Gantoise             | 30 | 11 | 8  | 11 | 47 | 62 | -15 | 30  |
|         | 8  | R. Tilleur FC               | 30 | 9  | 12 | 9  | 30 | 37 | -7  | 30  |
|         | 9  | RFC Liégeois                | 30 | 11 | 7  | 12 | 52 | 46 | 6   | 29  |
|         | 10 | R. Antwerp FC               | 30 | 11 | 7  | 12 | 43 | 44 | -1  | 29  |
|         | 11 | K. Lierse SK                | 30 | 8  | 10 | 12 | 30 | 40 | -10 | 26  |
|         | 12 | R. Racing White             | 30 | 8  | 8  | 14 | 36 | 47 | -11 | 24  |
|         | 13 | R. Daring Club de Bruxelles | 30 | 7  | 10 | 13 | 25 | 31 | -6  | 24  |
|         | 14 | K. Beeringen FC             | 30 | 7  | 6  | 17 | 26 | 51 | -25 | 20  |
| D       | 15 | R. Berchem Sport            | 30 | 4  | 10 | 16 | 24 | 52 | -28 | 18  |
| D       | 16 | RCS Brugeois                | 30 | 5  | 6  | 19 | 19 | 61 | -42 | 16  |

P: wedstrijden gespeeld, W: wedstrijden gewonnen, G: gelijke spelen, V: wedstrijden verloren, +: gescoorde doelpunten, -: doelpunten tegen, DS: doelsaldo, Ptn: totaal punten
K: kampioen, D: degradeert, (beker): bekerwinnaar

## Topscorers
Paul Van Himst van landskampioen RSC Anderlechtois werd voor de tweede maal in zijn carrière topschutter.
1895/96 · 1896/97 · 1897/98 · 1898/99 · 1899/00 · 1900/01 · 1901/02 · 1902/03 · 1903/04 · 1904/05 · 1905/06 · 1906/07 · 1907/08 · 1908/09 · 1909/10 · 1910/11 · 1911/12 · 1912/13 · 1913/14 · 1914/15 · 1915/16 · 1916/17 · 1917/18 · 1918/19 · 
1919/20 · 1920/21 · 1921/22 · 1922/23 · 1923/24 · 1924/25 · 1925/26 · 1926/27 · 1927/28 · 1928/29 · 1929/30 · 1930/31 · 1931/32 · 1932/33 · 1933/34 · 1934/35 · 1935/36 · 1936/37 · 1937/38 · 1938/39 · 1939/40 · 1940/41 · 1941/42 · 1942/43 · 1943/44 · 1944/45 · 1945/46 · 1946/47 · 1947/48 · 1948/49 · 1949/50 · 1950/51 · 1951/52 · 1952/53 · 1953/54 · 1954/55 · 1955/56 · 1956/57 · 1957/58 · 1958/59 · 1959/60 · 1960/61 · 1961/62 · 1962/63 · 1963/64 · 1964/65 · 1965/66 · 1966/67 · 1967/68 · 1968/69 · 1969/70 · 1970/71 · 1971/72 · 1972/73 · 1973/74 · 1974/75 · 1975/76 · 1976/77 · 1977/78 · 1978/79 · 1979/80 · 1980/81 · 1981/82 · 1982/83 · 1983/84 · 1984/85 · 1985/86 · 1986/87 · 1987/88 · 1988/89 · 1989/90 · 1990/91 · 1991/92 · 1992/93 · 1993/94 · 1994/95 · 1995/96 · 1996/97 · 1997/98 · 1998/99 · 1999/00 · 2000/01 · 2001/02 · 2002/03 · 2003/04 · 2004/05 · 2005/06 · 2006/07 · 2007/08 · 2008/09 · 2009/10 · 2010/11 · 2011/12 · 2012/13 · 2013/14 · 2014/15 · 2015/16 · 2016/17 · 2017/18 · 2018/19 · 2019/20 · 2020/21· 2021/22 · 2022/23 · 2023/24 · 2024/25